# Le Mage (opera)

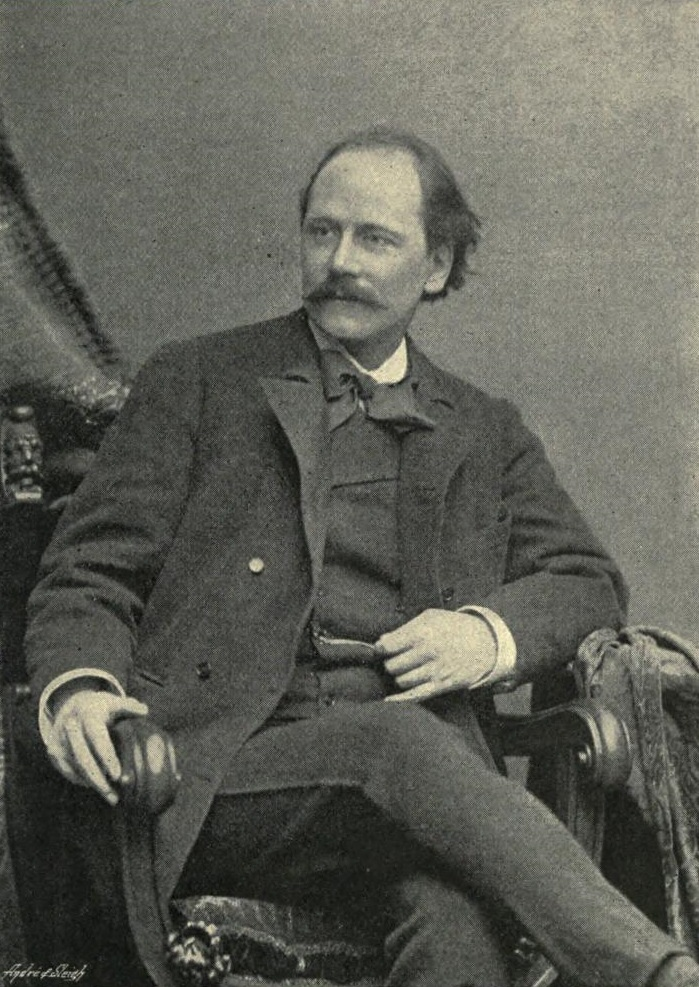
Jules Massenet

Le Mage (Magiern)  är en opera i fem akter med musik av Jules Massenet och libretto av Jean Richepin.

## Historia
Operan hade premiär den 16 mars 1891 på L'Opéra Garnier i Paris och blev en av Massenets minst lyckade operor. Ledningen för operahuset begärde att Massenet skulle förlänga baletten i akt II. Operan spelades endast i Paris (31 gånger) och i Haag 1896. Handlingen har likheter med Verdis opera Aida.

## Personer
- Zarâstra, general (tenor)
- Amrou, Devas överstepräst (baryton)
- Varedha, hans dotter (mezzosopran)
- Anahita, drottning av Turan
- Kungen av Iran (bas)
- En fånge från Turan (tenor)
- En iransk hövding (bas)
- En härold (bas)
- En hövding från Turan (bas)
- En ballerina (stum roll)

## Handling
Den persiske generalen Zarâstra är i hemlighet förälskad i fången Anahita, som ovetande för honom är drottning av Turan. Av respekt för sina fångna landsmän tillbakavisar hon hans försök. Översteprästens dotter Varedha är i sin tur förälskad i Zarâstra och stöds i sitt val av fadern Amrou som ser till att Zarâstra förvisas från riket. När folket i Turan gör uppror återvänder Zarâstra och förenas med Anahita. Varedha dör när templet rasar samman.